# Brycon obscurus
Brycon obscurus är en fiskart som beskrevs av Hildebrand, 1938. Brycon obscurus ingår i släktet Brycon och familjen Characidae. Inga underarter finns listade.